# Dorfkemmathen

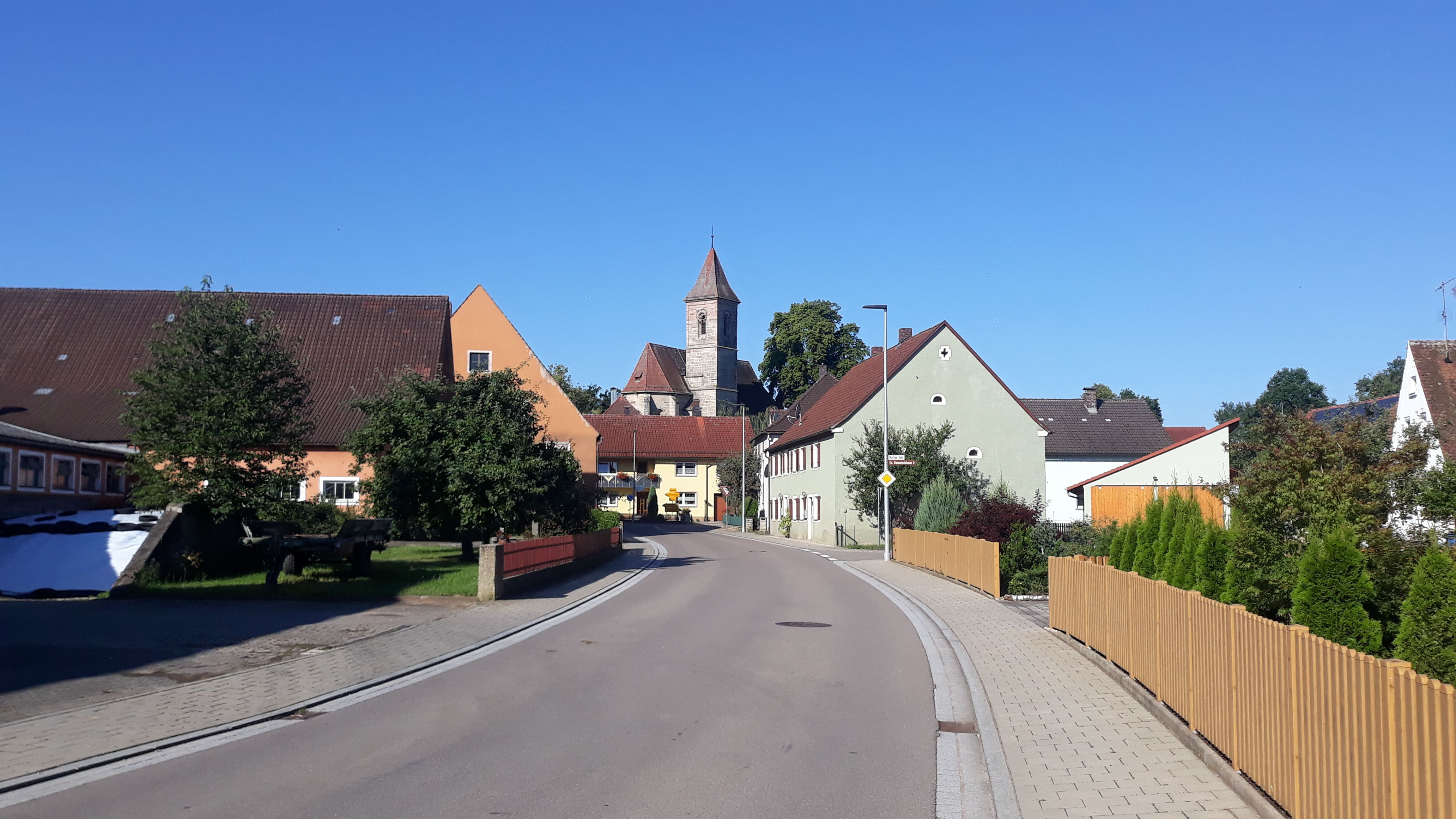
Ortsmitte mit der evangelisch-lutherischen Filialkirche Zur Lieben Frau

Dorfkemmathen ist ein Gemeindeteil der Gemeinde Langfurth im Landkreis Ansbach (Mittelfranken, Bayern). Zum Gemeindeteil zählt die Einöde Sulzachhof. Die Gemarkung Dorfkemmathen hat eine Fläche von 4,827 km². Sie ist in 563 Flurstücke aufgeteilt, die eine durchschnittliche Fläche von 8574,47 m² haben.

## Geografie
Dorfkemmathen, ein Kirchdorf überwiegend ländlichen Charakters mit einigen Handwerksbetrieben, liegt im Mündungswinkel des von Westen heranziehenden Schrumbachs in die südlich verlaufende untere Sulzach. Etwa einen Kilometer westlich liegt an dessen Oberlauf Himmelreithbach der Rosenhof. Der Ort ist von Acker- und Grünland umgeben: Im Nordwesten wird die Flur Birkenfeld genannt, im Südwesten Stockfeld und im Süden Hochfeld. 1 km nordwestlich liegt der Eichwald, 0,75 km nordöstlich das Föhrenholz. Im Friedhof steht eine Kastanie, die als Naturdenkmal ausgezeichnet ist.
Die Kreisstraße AN 41 führt nach Haslach (2,7 km nordwestlich) bzw. nach Gelshofen (1,5 km südöstlich). Die Kreisstraße AN 50 führt nach Langfurth (1,7 km nördlich). Gemeindeverbindungsstraßen führen nach Bernhardswend (2,3 km südwestlich) und nach Obermichelbach (1,8 km südlich).

## Geschichte
Der Ort entstand im 13. Jahrhundert als eine Klostergründung der Herren von Kemmathen, die im benachbarten Oberkemmathen saßen. Im Jahre 1311 wurde Kemmathen erstmals urkundlich erwähnt. Unter-Kemmathen, das heutige Dorfkemmathen, wurde allerdings erst 1453 eindeutig genannt. Der Ortsname weist darauf hin, dass es hier ein Steinhaus mit einem Kamin gab, also was man heute ein Herrenhaus nennen würde; die damaligen Bauernhäuser hatten nämlich keinen Oberstock, waren mit Stroh gedeckt und der Rauch zog durch ein schlichtes Rauchloch ab.
Die Ortschronik berichtet ausgiebig von Wirren, Plünderungen, Zerstörungen und dem Elend im 16. und 17. Jahrhundert in der Folge des Bauernkrieges und des Dreißigjährigen Krieges. Nicht nur den Bauern, auch dem Kloster raubte man die letzte Habe. So sollen 1634 nur noch fünf Häuser gestanden haben und es soll in der ganzen Gegend kein Vieh mehr gegeben haben.
Die Fraisch über Dorfkemmathen war umstritten. Sie wurde sowohl vom ansbachischen Oberamt Wassertrüdingen als auch vom oettingen-spielbergischen Oberamt Dürrwangen beansprucht. Die Reichsstadt Dinkelsbühl wollte sie auf ihren Gütern geltend machen. Die Dorf- und Gemeindeherrschaft war strittig zwischen dem Kastenamt Wassertrüdingen und dem Oberamt Dürrwangen. Gegen Ende des 18. Jahrhunderts gab es in Dorfkemmathen 59 Anwesen. Außerdem gab es eine Kirche, ein Pfarrhaus und ein Schul-, Hirten- und Schafhaus, die der Kommune unterstanden. Grundherren waren
- ansbachische Ämter (20 Anwesen; Verwalteramt Forndorf: 1 Gütlein; Kastenamt Wassertrüdingen: 1 Ziegelhütte, 1 Mühle, 1 Wirtshaus mit Braustatt, 3 Gütlein, 2 Häuser, 1 Häuslein mit Badrecht, 4 Häuslein, 2 Halbhäuslein; Vogtamt Wittelshofen: 1 Gütlein, 1 Sölde, 2 Halbsölden)
- Oettingen-Spielberg (10 Anwesen; Oberamt Aufkirchen: 3 Sölden; Oberamt Dürrwangen: 3 Halbhöfe, 3 Sölden, 1 Söldenhaus)
- das Herzogtum Württemberg (4 Anwesen; Oberamt Weiltingen: 2 Güter, 2 Halbhäuslein)
- die Reichsstadt Dinkelsbühl (17 Anwesen; Evangelische Kirchenpflege: 2 Gütlein; katholische Kirchenpflege: 1 Gut, 1 Gütlein; Ratsamtspflege: 1 Wirtschaft, 2 Halbhöfe; Reichsalmosenpflege: 4 Güter, 2 Gütlein; Siechenpflege: 1 Gut; Spital: 2 Halbhöfe; Stipendiatenpflege: 1 Gut)
- der Deutsche Orden (8 Anwesen; Obervogtamt Oettingen: 1 Widemhof, 7 Sölden).[6][7]

Von 1797 bis 1808 unterstand der Ort dem Justiz- und Kammeramt Wassertrüdingen.
1806 kam Dorfkemmathen an das Königreich Bayern. Mit dem Gemeindeedikt wurde Dorfkemmathen dem 1809 Steuerdistrikt Sinbronn zugeordnet. Zeitgleich entstand die Ruralgemeinde Dorfkemmathen, die mit dem Zweiten Gemeindeedikt (1818) mehr Befugnisse erhielt. Sie war in Verwaltung und Gerichtsbarkeit dem Landgericht Dinkelsbühl zugeordnet und in der Finanzverwaltung dem Rentamt Dinkelsbühl (1919 in Finanzamt Dinkelsbühl umbenannt, seit 1973 Finanzamt Ansbach). Die Verwaltung übernahm 1862 das neu geschaffene Bezirksamt Dinkelsbühl (1939 in Landkreis Dinkelsbühl umbenannt). Die Gerichtsbarkeit lag beim im gleichen Jahr gebildeten Stadt- und Landgericht Dinkelsbühl (1879 in das Amtsgericht Dinkelsbühl umgewandelt, seit 1973 eine Zweigstelle des Amtsgerichtes Ansbach). Die Gemeinde hatte eine Gebietsfläche von 4,824 km². Mit der Auflösung des Landkreises Dinkelsbühl im Jahr 1972 kam Dorfkemmathen an den Landkreis Ansbach.
Im Zuge der Gebietsreform in Bayern wurde Dorfkemmathen am 1. Januar 1973 nach Langfurth eingemeindet.

### Baudenkmäler
- Kühleisenstraße 24: Spätmittelalterliches Steinkreuz vor dem Ortsende Richtung Bernhardswend.[14]
- Vorstadt 2: Pfarrhaus, zweigeschossiger, massiver Putzbau mit Walmdach, 1791.[14]
- Vorstadt 4: Evangelisch-lutherische Pfarrkirche, ehemals St. Katharina dann Wallfahrtskirche St. Maria, quadratische unverputzte Saalkirche mit stark eingezogenem Polygonalchor, Mitte 15. Jahrhundert, Turm 1522; mit Ausstattung; Friedhofsmauer, Quadermauer mit Rundbogeneingang und eingelassenen Grabsteinen, spätmittelalterlich. Die Kirche Zur lieben Frau entstand in den Jahren zwischen 1362 und 1432 wohl auf dem Platz einer früheren romanischen Kapelle. Der Altar darin ist ein wertvolles Stück mittelalterlichen Kunstschaffens und ist vermutlich ein Werk eines der Schüler des Künstlers Albrecht Dürer vom Anfang des 16. Jahrhunderts. Die eingebaute Madonnenfigur ist sogar noch 100 Jahre älter als der Altar.[14]
- Das Kloster stand nördlich der Kirche, an diesem Platz steht heute noch der Klosterhof. Eine Grundstücks-Kaufurkunde wurde im Jahre 1398 errichtet über den Verkauf einer Grundfläche der Frau Elsbeth von Kemmathen an das Kloster. 1533 mussten die Schwestern wegen der einkehrenden Reformation das Kloster verlassen, sie sollen mit ihrer letzten Habe nach Herrieden gezogen sein. Die Besitzungen wurden verpachtet.

ehemaliges Baudenkmal
- Haus Nr. 31: Gasthaus zum Greifen. Zweigeschossiges, verputztes Satteldachhaus mit steilem Straßengiebel und Aufzugdächlein. Acht zu fünf Obergeschossfenster, teils verändert. Fenster- und verkröpfte, profilierte Türrahmung (am Sturz bezeichnet BAG 1791) aus Sandstein. Flache Ecklisenen am Giebel mit kapitellartigen Gesimsstücken (wie auch bei späteren Häusern der Gegend vielfach anzutreffen). Rückseitiger Giebel aus Fachwerk.[15]

### Bodendenkmäler
In der Gemarkung Dorfkemmathen gibt es drei Bodendenkmäler, darunter ein abgegangenes Beginenkloster des Mittelalters.

### Einwohnerentwicklung
| Jahr      | 1818   | 1840   | 1852   | 1855   | 1861   | 1867   | 1871   | 1875   | 1880   | 1885   | 1890   | 1895   | 1900   | 1905   | 1910   | 1919   | 1925   | 1933   | 1939   | 1946   | 1950   | 1952   | 1961   | 1970   | 1987   | 2007   | 2016   |
| Einwohner | 379    | 419    | 450    | 446    | 434    | 405    | 418    | 421    | 420    | 443    | 384    | 361    | 388    | 378    | 393    | 411    | 373    | 388    | 368    | 527    | 478    | 449    | 385    | 384    | 320    | *401   | *421   |
| Häuser    | 68     | 81     |        |        |        |        | 91     |        |        | 84     | 84     |        | 85     |        |        |        | 84     |        |        |        | 89     |        | 85     |        | 99     |        |        |
| Quelle    | [ 17 ] | [ 18 ] | [ 19 ] | [ 19 ] | [ 20 ] | [ 21 ] | [ 22 ] | [ 23 ] | [ 24 ] | [ 25 ] | [ 26 ] | [ 19 ] | [ 27 ] | [ 19 ] | [ 28 ] | [ 19 ] | [ 29 ] | [ 19 ] | [ 19 ] | [ 19 ] | [ 30 ] | [ 19 ] | [ 11 ] | [ 31 ] | [ 32 ] | [ 33 ] | [ 33 ] |

## Religion
Der Ort ist Sitz der Pfarrei Zur Lieben Frau und ist seit der Reformation evangelisch-lutherisch geprägt. Die Katholiken sind nach St. Peter und Paul (Halsbach) gepfarrt.